# هی‌مارکت، نیو ساوت ولز
هی‌مارکت (به انگلیسی: Haymarket) یک حومه شهر در استرالیا است که در نیو ساوت ولز واقع شده‌است.